# Мавритания на летних Олимпийских играх 1992
Мавритания принимала участие в Летних Олимпийских играх 1992 года в Барселоне (Испания) в третий раз за свою историю, но не завоевала ни одной медали.